# Albești, Buzău
Albești este un sat în comuna Smeeni din județul Buzău, Muntenia, România. În perioada interbelică a fost reședință de comună.

## Descoperiri arheologice
La vest de sat, pe terasa sudică a pârâului Călmățui sau pe malul dinspre satul Moisica, în zona sudică și de sud-est a localității, au fost descoperite prin cercetări de suprafață fragmente ceramice încadrate aspectului cultural Stoicani-Aldeni.
Pe teritoriul localității au fost descoperite materiale arheologice Boian, tot prin cercetări de suprafață.